# Best of Bee Gees, Volume 2
Best of Bee Gees, Volume 2 é uma coletânea lançada pelos Bee Gees em 1973, reunindo alguns sucessos dos anos 60 até 1973, além de My World que foi lançanda apenas como single e Saved By The Bell, sucesso solo de Robin Gibb. É uma sequencia da coletânea Best of Bee Gees, de 1969.

## Faixas
1. "How Can You Mend a Broken Heart" (Barry Gibb, Robin Gibb)
2. "I.O.I.O." (Barry Gibb, Maurice Gibb)
3. "Don't Wanna Live Inside Myself" (Barry Gibb)
4. "Melody Fair"
5. "My World" (Barry Gibb, Robin Gibb)
6. "Let There Be Love"
7. "Saved by the Bell" (Robin Gibb)
8. "Lonely Days"
9. "Morning Of My Life (In The Morning)" (Barry Gibb)
10. "Don't Forget to Remember" (Barry Gibb, Maurice Gibb)
11. "And the Sun Will Shine"
12. "Run to Me"
13. "Man for All Seasons"
14. "Alive" (Barry Gibb, Maurice Gibb)

## Outras versões
A versão norte-americana desse álbum incluia a faixa "Wouldn't I Be Someone", do álbum não-lançado A Kick In The Head Is Worth Eight In The Pants, de 1973.

## References
1. ↑  «Best of Bee Gees, Volume 2». www.allmusic.com/. Consultado em 28 de maio de 2015